# Manoir de Kerazan

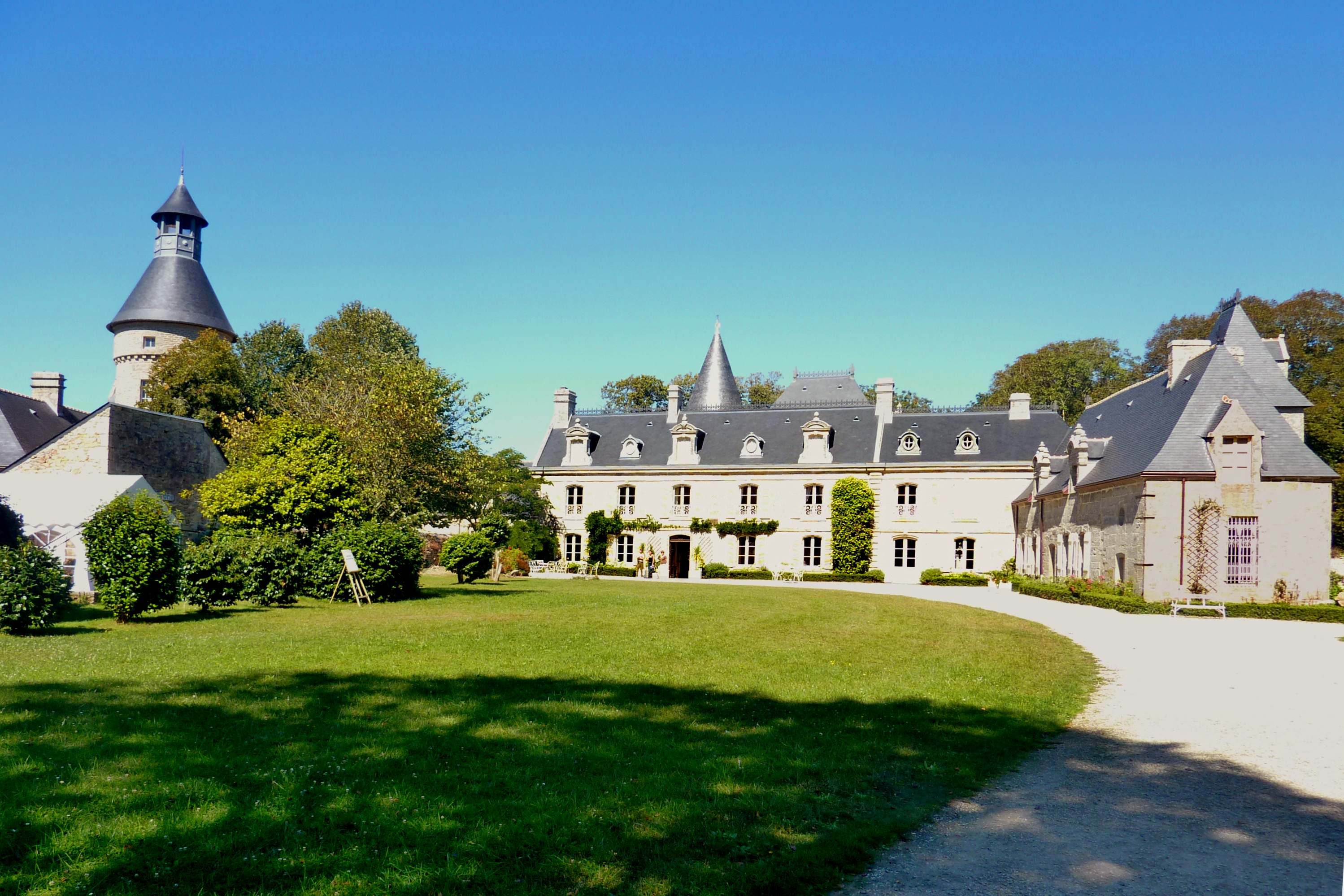
Das Logis von Kerazan, Blick von Süden

Das Manoir de Kerazan ist ein französisches Landschloss etwa auf halber Strecke zwischen Pont-l’Abbé und Loctudy. Die Anlage ist nicht nur ein typisches Beispiel für ein mittelgroßes bretonisches Schloss, sondern auch einer der ältesten Herrensitze des Bigoudenlandes.
Ein befestigter Vorgängerbau aus dem 16./17. Jahrhundert wurde Mitte des 18. Jahrhunderts zu einem repräsentativen Landschloss aus- und umgebaut. Das kam durch Heirat an die Familie Astor, deren letzter Spross es 1928 gemeinsam mit einer großen Kunstsammlung dem Institut français vermachte. Verbunden damit war die Auflage, das Haus als Museum der Öffentlichkeit zugänglich zu machen.
Am 24. August 2000 wurde die gesamte Anlage – mit Ausnahme eines Teils des Wirtschaftshofs – als Monument historique in die französische Denkmalliste aufgenommen. Sie kann von Ostern bis Ende September entgeltlich besichtigt werden.

## Geschichte

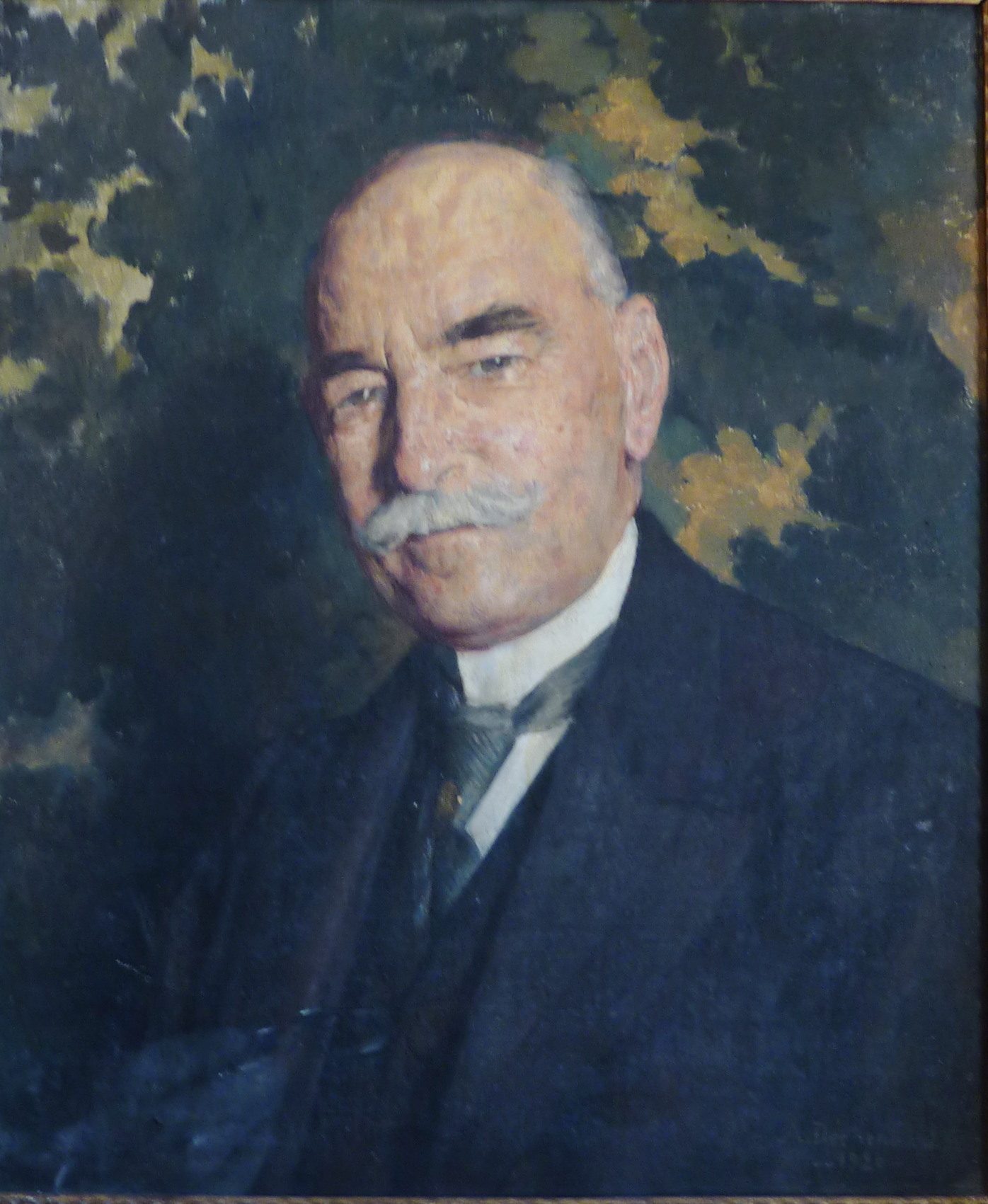
Er vermachte Kerazan dem Institut français: Joseph Georges Astor, Porträt von Adolphe Déchenaud, 1920

Die ersten bekannten Besitzer des Anwesens waren die Seigneurs von Kerazan, die es als Afterlehen von den Grafen von Pont-l’Abbé erhalten hatten. Im 16. und 17. Jahrhundert war die Familie Kerfloux Besitzerin. Sie ließ am Ende des 16. oder zu Beginn des 17. Jahrhunderts an der heutigen Stelle ein wehrhaftes Herrenhaus errichten. Über acht Generationen war Kerazan in ihrer Hand, ehe es an Jean Sauvaget des Clos gelangte. Er verkaufte es 1647 an René de Drouallen. Dessen Enkelin brachte es durch Heirat 1710 an ihren Mann aus der Familie Le Gentil, den Grafen von Rosmorduc. Louis de Rosmorduc ließ das Anwesen in den 1760er-Jahren verändern und erweitern, um daraus einen wohnlichen Landsitz zu machen. Das Haus wurde um ein Geschoss aufgestockt und die Fensterausbrüche wurden vergrößert. Die hofseitige Fassade erhielt ein klassizistisches Aussehen. 1765 wurde ein zum Haus gehörender Schlosspark angelegt.
Louis Ange Aimé de Rosmorduc emigrierte während der Französischen Revolution, kehrte aber zurück und wurde ein Anführer der republikfeindlichen Chouans. Sein Schloss wurde konfisziert und als Nationalgut am 1. Thermidor des Jahres II (19. Juli 1794) für 46.000 Livres an den Architekten und Unternehmer Louis Derrien aus Quimper verkauft. Dessen Tochter veräußerte es 1847 an Alour Arnoult, einen reichen Notar aus Pont-l’Abbé. Er veränderte das Gebäude sowohl innen als auch außen. Arnoults Tochter Noémie heiratete Joseph Astor, den späteren Bürgermeister von Quimper, und das Paar nahm seinen Wohnsitz auf Kerazan. Während des Zweiten Empires veränderten die Astors das Gebäude erneut. So wurden zum Beispiel die Lukarnen des 18. Jahrhunderts durch neuere ersetzt. Joseph Astor war sehr kunstinteressiert. Zusammen mit dem Maler Alfred Beau organisierte er den Aufbau eines regionalen Museums der schönen Künste in Quimper, das 1872 Eröffnung feierte und vor allem regionale bretonische Kunst zeigte. Zur gleichen Zeit begann er damit, in Kerazan eine Sammlung von Gemälden aufzubauen. Sein Sohn Joseph Georges baute die Kunstsammlung nach dem Tod des Vaters 1901 weiter aus. In den Jahren 1912 bis 1913 ließ er das Schloss vergrößern, indem er dem Logis an dessen Nordseite einen Pavillonbau und einen Treppenturm anfügen ließ. Bei seinem kinderlosen Tod 1928 vermachte er den Besitz dem Institut français, mit der Bedingung, dass dort eine Stickschule für Mädchen und ein Museum eingerichtet würden. Die Schule wurde mittlerweile geschlossen, aber das Museum existiert noch heute.

## Beschreibung

### Gebäude

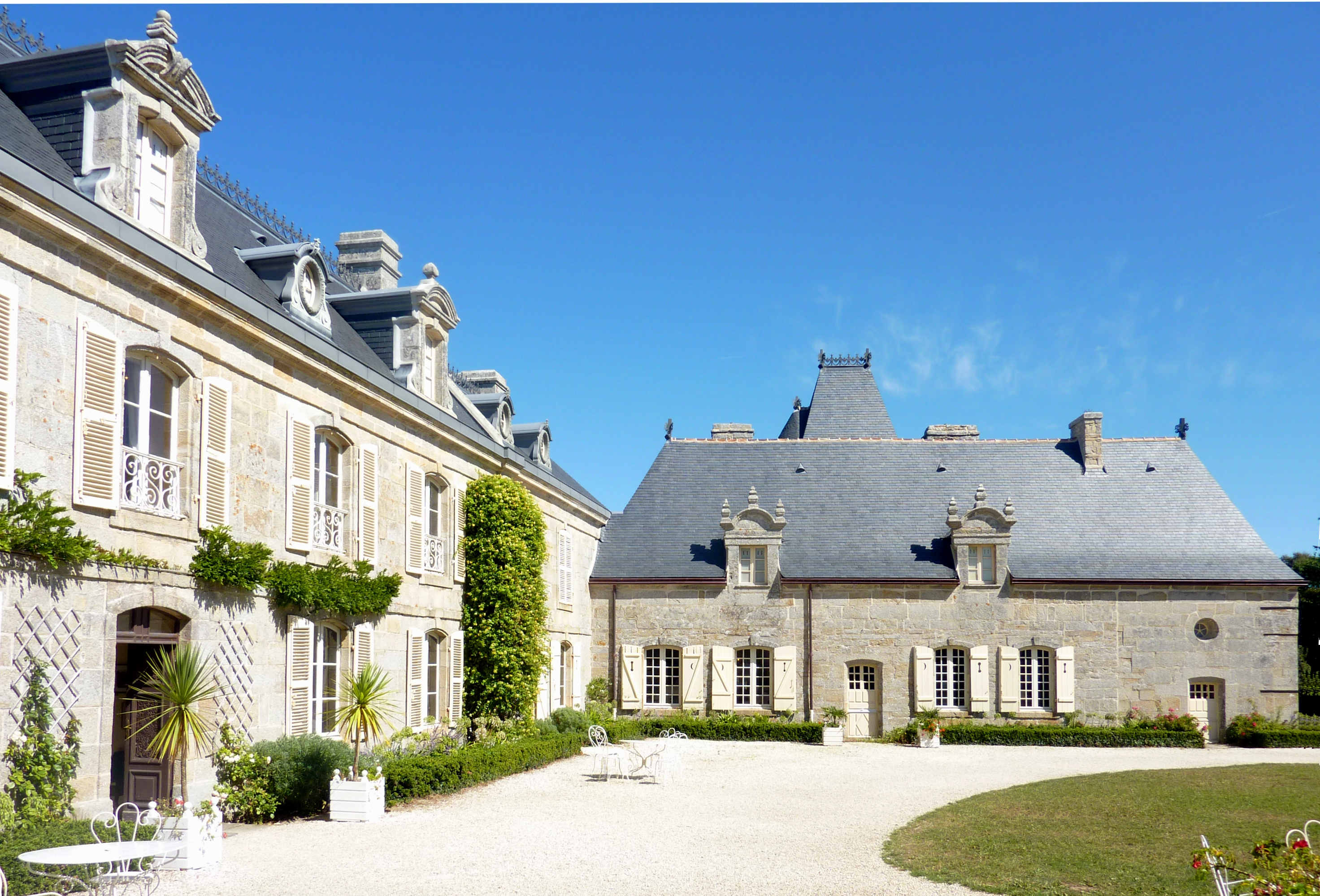
Das zweiflügelige Logis, links der klassizistische Nordflügel, rechts der Westflügel aus dem 16. Jahrhundert

Die Schlossanlage besteht aus dem zweiflügeligen Logis und westlich davon liegenden Wirtschaftsgebäuden aus dem 20. Jahrhundert. Die Bausubstanz des Logis gehört mehreren Epochen an: Der Ostflügel stammt noch aus dem 16. Jahrhundert, ist noch fast unverändert, die übrigen Partien datieren aber in das 18. und 19. Jahrhundert. Baumaterialien waren Granit und Schiefer. Die schlichte klassizistische Hoffassade des Nordflügels besitzt als einzigen Schmuck rustizierte Eckpilaster und das in Stein gemeißelte Wappen der Grafen von Rosmorduc. An der Außenseite ist dem Nordflügel ein runder Treppenturm mit Kegeldach angefügt.

### Schlosspark
Das Schloss ist von einem fünf Hektar großen englischen Landschaftsgarten umgeben. Er entstand im 19. Jahrhundert durch Veränderungen eines Barockgartens, von dem einige Elemente erhalten blieben. Dazu zählen ein Buchsbaumgarten und eine Kastanien-bestandene Allee. Ein Gemüsegarten und ein Gewächshaus zeugen davon, dass der Schlosspark früher nicht allein dem Vergnügen, sondern auch der Versorgung der Schlossbewohner diente. Zwischen den für die Bretagne typischen Bäumen wie Buchen, Kastanien und Apfelbäumen finden sich verstreut auch einige exotische Gewächse, so zum Beispiel Chinesische Hanfpalmen. Ein hakenförmiger Wassergraben, der einst zu Wasserspielen gehörte, ist heute bevorzugter Lebensraum von Enten und Fröschen.

### Museum
Die Exponate des Museums sowie die Innenausstattung der Räume, in denen sie gezeigt werden, verdeutlichen sehr gut den Lebensstil des bretonischen Bürgertums in der zweiten Hälfte des 19. sowie dem ersten Viertel des 20. Jahrhunderts. Dazu zählen zum Beispiel das Esszimmer mit einer Essgruppe im Stil Louis-treize oder der früher für Empfänge genutzte Große Salon (französisch grand salon) mit einer weißen Täfelung im Louis-quinze-Stil. Sein besonderes Ausstattungsstück ist ein großer Kristalllüster, dessen Licht sich in zwei großen Spiegeln über den Kaminen an den Stirnseiten des Raums spiegelt. Andere Räumen besitzen Vertäfelungen aus dem 18. und 19. Jahrhundert.
Die gezeigten Gemälde, Zeichnungen und Stiche decken einen Zeitraum vom 17. Jahrhundert bis in die heutige Zeit ab. Zu sehen sind unter anderem Werke von Maurice Denis (Daphne und Chloe, 1918) und Charles Cottet (Die Fronleichnamsprozession in Landudec, um 1902), aber auch Gemälde lokaler Künstler wie Alfred Beau und des Ingres-Schülers Auguste Goy. Ausgestellte Stickereien erinnern an die Zeit, als im Schloss eine Stickschule untergebracht war. Eine große Sammlung bemalter Fayencen aus Quimper komplettiert die Ausstellung. Zu ihr gehört unter anderem ein weltweit einmaliges, 1,20 Meter messendes Violoncello aus Porzellan, für das der Künstler Alfred Beau 1878 auf der Weltausstellung in Paris mit einer silbernen Medaille ausgezeichnet wurde.

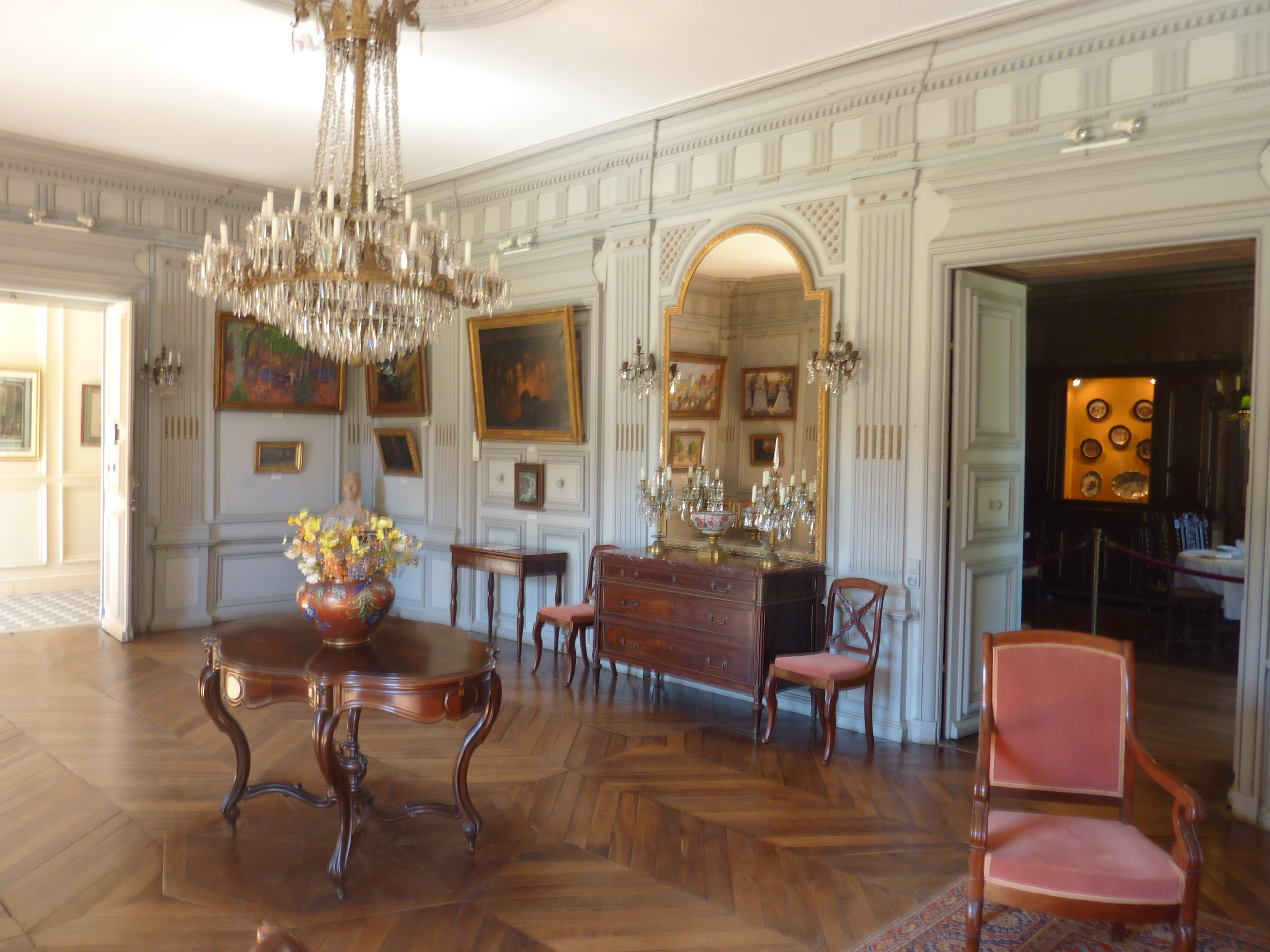
Großer Salon
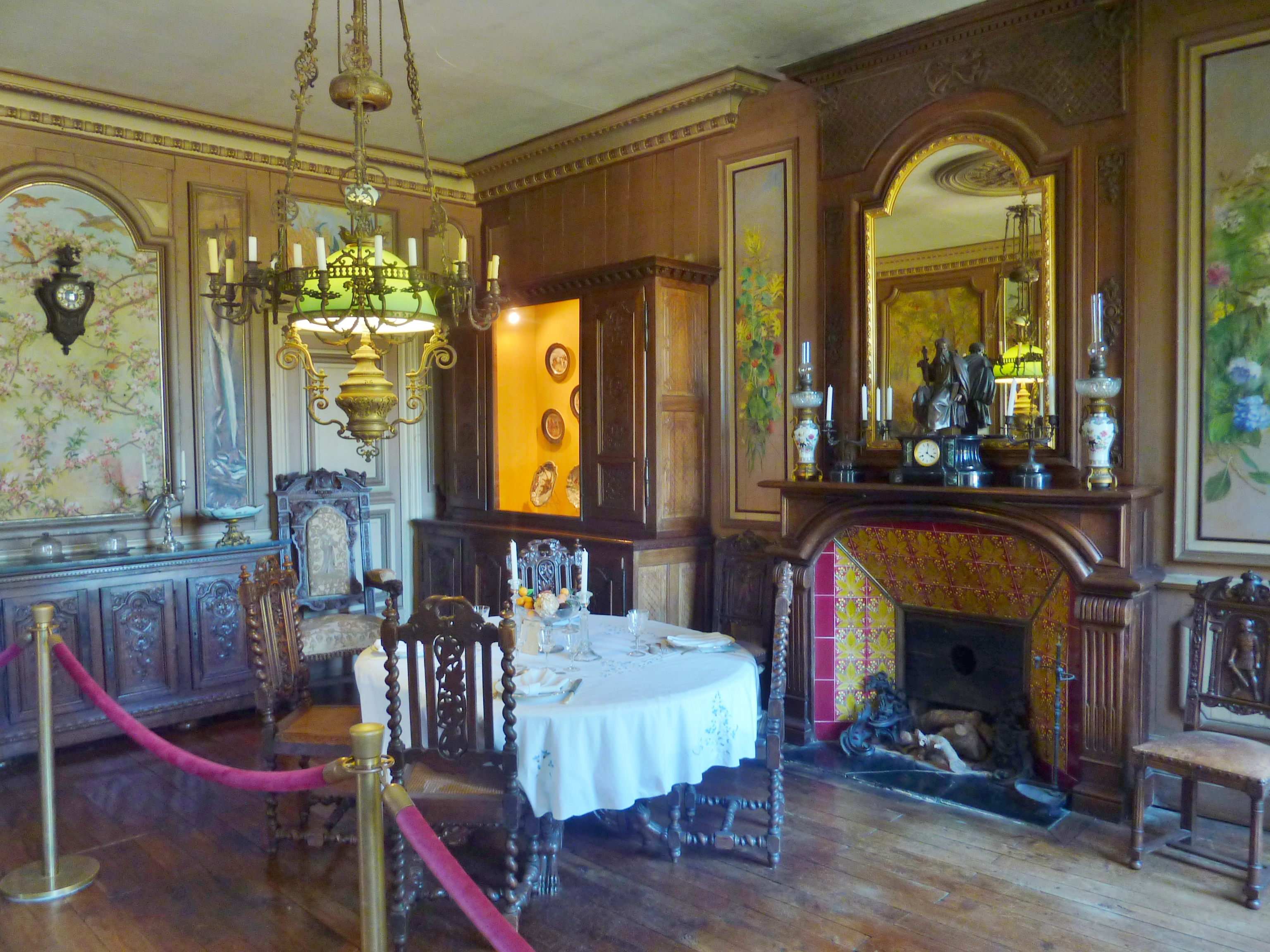
Esszimmer
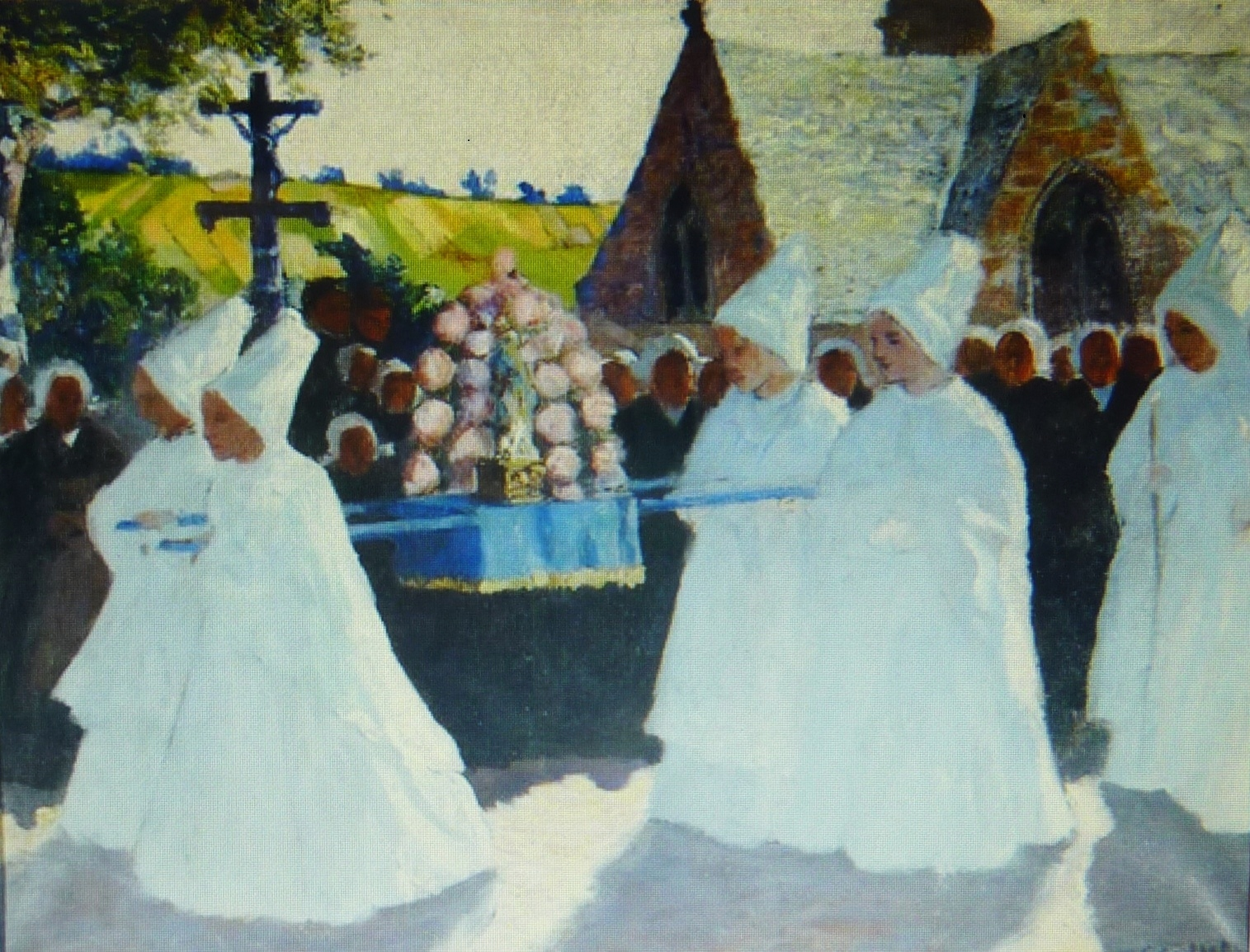
Die Fronleichnamsprozession in Landudec von Charles Cottet, um 1902
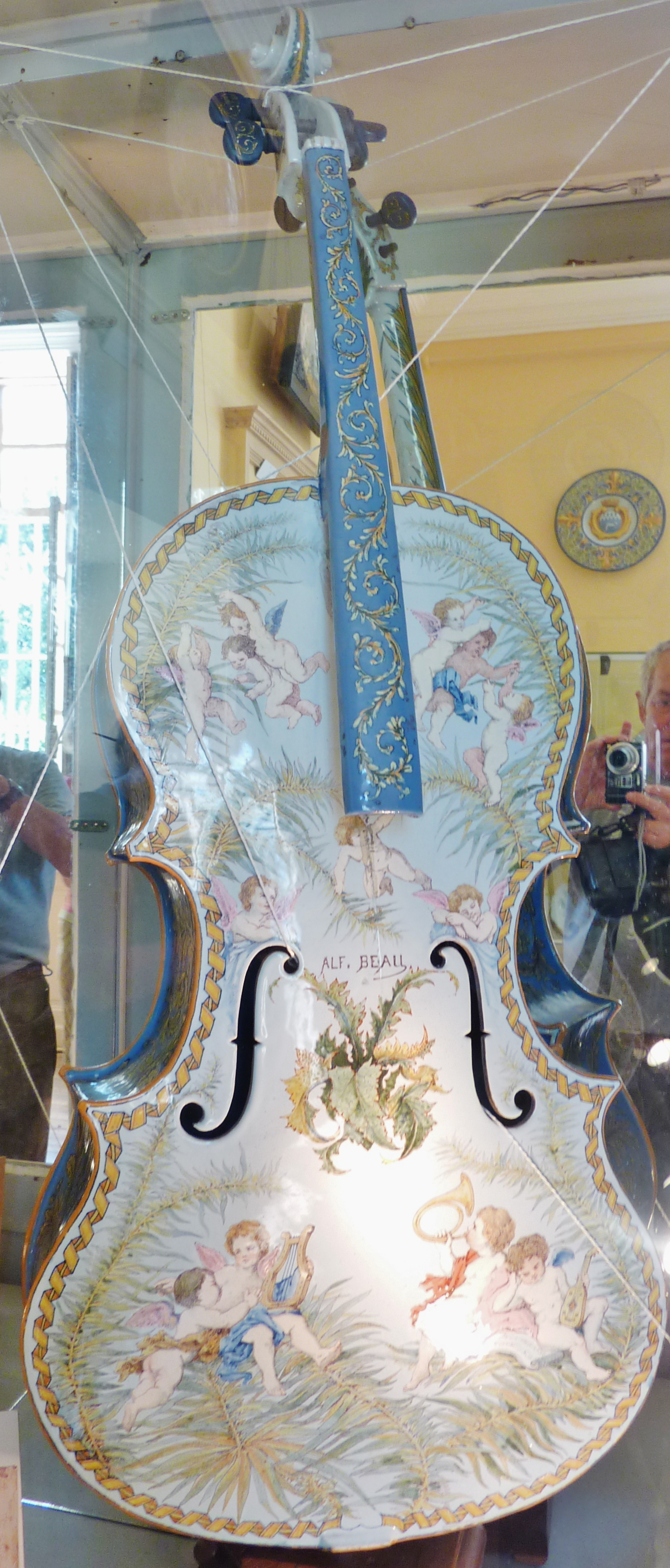
Bemaltes Violoncello aus Porzellan von Alfred Beau